# Doprava ve Středoafrické republice

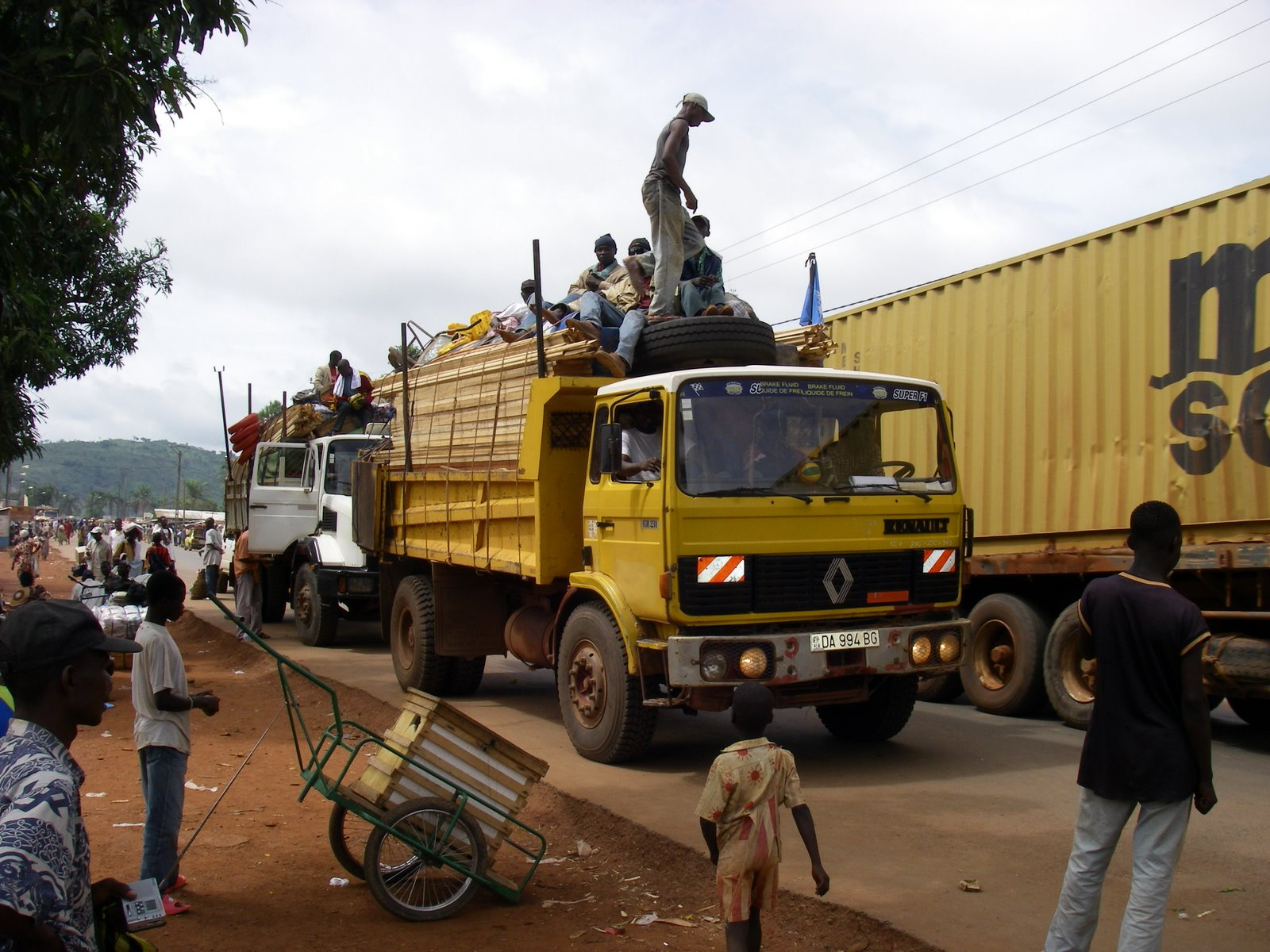
Nákladní vozy v Banguii

Doprava ve Středoafrické republice je nerozvinutá jako ve většině afrických států. Místní obyvatelé se přepravují buď levnými, přeplněnými autobusy nebo stopují nákladní auta jezdící mezi městy. Železniční doprava zde dosud neexistuje. Mezi důležité přístavy a terminály patří města Bangui, Nola, Nzinga a Salo.
Letecká doprava využívá čtyřiceti letišť (2009). Drtivá většina letišť je nezpevněná, zpevněná jsou pouze dvě z nich. Vodní doprava probíhá na splavných řekách Ubangi a Sanga. Délka vodních cest je 2 800 km. Silniční doprava využívá silnic s celkovou délkou 23 810 km.

## Železniční doprava
Železniční doprava v SAR v současnosti neexistuje. Jediná kdy existující železniční trať na území dnešní SAR byla úzkorozchodná trať o délce pouhých 7,5 kilometrů, která fungovala od roku 1930 do roku 1962. Další tratě se nikdy nedostaly dále než do fáze plánování.

## Silniční doprava

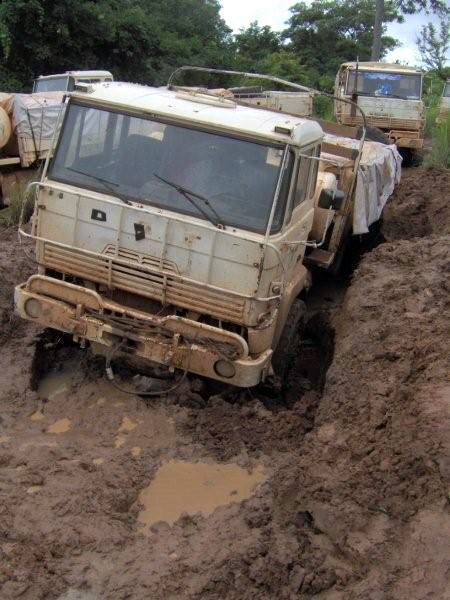
Většina pozemních komunikací v SAR je nezpevněná a náchylná k poškození

V roce 2002 se v SAR nacházelo celkem 23 810 kilometrů silnic, z nichž pouze 429 km bylo zpevněných. Projekt modernizace, který započal v roce 1974 a který byl dokončen o deset let později, se zaměřoval na hlavní tahy vedoucí na sever, západ a jih od hlavního města prefektury Sangha-Mbaéré jménem Nola. V roce 2003 zde bylo v provozu zhruba 1 850 osobních automobilů a 1 650 nákladních automobilů a autobusů.
Mezi hlavní tahy patří například:
- RN1 vedoucí na sever z Bangui přes Bossangoa do Moundou v Čadu. Délka činí 482 km.
- RN2 vedoucí východně z Bangui přes Bambari a Bangassou na státní hranici s Jižním Súdánem v Bambouti. Délka činí 1 202 km.
- RN3 vycházející ze silnice RN1 v Bossembélé směrem na západ přes Bouar a Baboua na státní hranici s Kamerunem v Boulai. Délka činí 453 km. Silnice je součástí západovýchodní Transafrické silnice č. 8 Lagos–Mombasa.
- RN4 vycházející ze silnice RN2 v Damaře 76 kilometrů severně od Bangui vedoucí severně přes Bouca a Batangafo do Sarhu v Čadu. Délka činí 554 km.
- RN6 vedoucí jihozápadně od Bangui přes Mbaïki, Carnot a Berbérati do Gambouly na státní hranici s Kamerunem. Délka činí 605 km.
- RN8 vycházející ze silnice RN2 v Sibutu a vedoucí severovýchodně přes Kaga-Bandoro, Ndéle a Birao na státní hranici se Súdánem. Délka činí 23 km.
- RN10 vycházející ze silnice RN6 v Berbérati a vedoucí na jih přes Baniu do Noly. Délka činí 136 km.
- RN11 spojující silnice RN3 a RN6 mezi městy Baoro a Carnot. Délka činí 104 km.

## Vodní doprava
Středoafrická republika je vnitrozemský stát, což znamená, že nemá žádný přístup k moři na svém území. Splavné řeky jsou Ubangi a Sanga, celková délka vodních cest činí 2 800 km. Mezi důležité přístavy a terminály patří Bangui, Nola, Nzinga a Salo.

## Letecká doprava

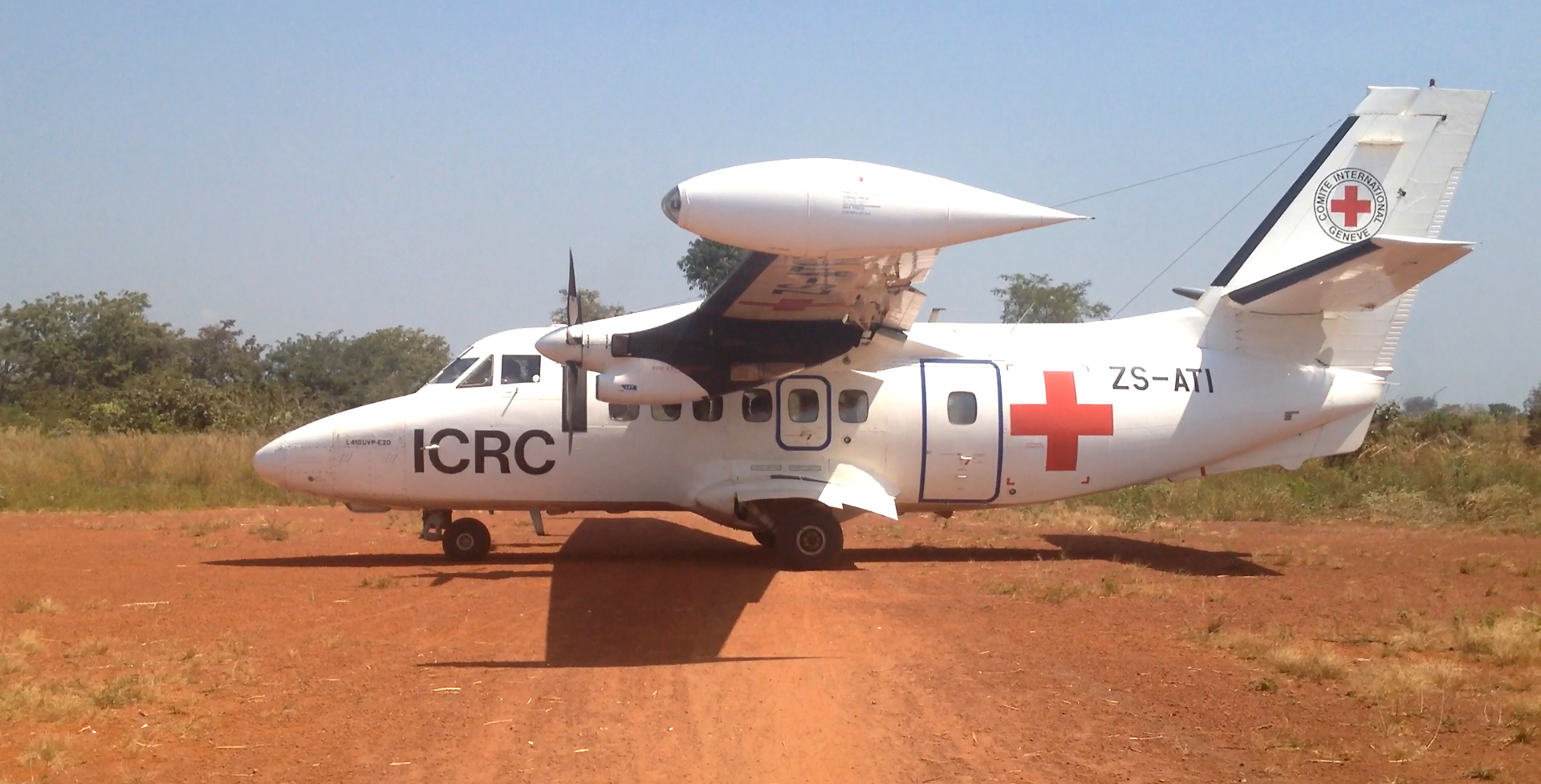
Většina letišť v SAR nemá zpevněné vzletové a přistávací dráhy a jsou využívaná pouze nepravidelnými lety, jako je například tento od Červeného kříže

V roce 2004 byl odhadovaný počet letišť na území SAR asi 50. V roce 2005 měly pouze 3 z nich zpevněné vzletové a přistávací dráhy. Mezinárodní letiště se nachází v hlavním městě Bangui, na kterých 5 společností provozuje mezinárodní dopravu. Republika byla též partnerem v projektu Air Afrique, dokud tato společnost neukončila svou činnost v roce 2002. Inter-RCA provozovala vnitrostátní dopravu, v současnosti (2021) již nefunguje. V roce 2003 bylo na vnitrostátních i mezinárodních letech přepraveno celkem asi 46 000 cestujících. Nejdůležitějším letištěm na území Středoafrické republiky je Letiště Bangui M'Poko (ICAO: FEFF).

### Letiště se zpevněnými vzletovými a přistávacími drahami (stav k r. 2002)
- celkem: 3
- od 2 438 do 3 047 m: 1
- od 1 524 do 2 437 m: 2

### Letiště s nezpevněnými vzletovými a přistávacími drahami (stav k r. 2002)
- celkem: 47
- od 2 438 do 3 047 m: 1
- od 1 524 do 2 437 m: 10
- od 914 do 1 523 m: 23
- méně než 914 m: 13